# Gustavo Alejandro Montini

Bischofswappen von Gustavo Alejandro Montini

Gustavo Alejandro Montini (* 27. Juli 1970 in Colonia Raquel, Departamento Castellanos, Provinz Santa Fe, Argentinien) ist ein argentinischer Geistlicher und römisch-katholischer Bischof von Santo Tomé.

## Leben
Gustavo Alejandro Montini empfing am 15. März 1996 das Sakrament der Priesterweihe für das Bistum Rafaela.
Nach Kaplansdiensten in drei Pfarreien war Montini unter anderem Spiritual am Priesterseminar in Paraná, Kanzler und Bischofsvikar sowie ab 2008 Generalvikar im Bistum Rafaela.
Am 14. Februar 2014 ernannte ihn Papst Franziskus zum Titularbischof von Tisedi und zum Weihbischof in San Roque de Presidencia Roque Sáenz Peña. Die Bischofsweihe spendete ihm der Erzbischof von Mendoza, Carlos María Franzini am 1. Mai desselben Jahres. Mitkonsekratoren waren der Bischof von San Roque de Presidencia Roque Sáenz Peña, Hugo Nicolás Barbaro, und der Bischof von Rafaela, Luis Alberto Fernández.
Papst Franziskus ernannte ihn am 16. Dezember 2016 zum Bischof von Santo Tomé.